# Atherigona atritergita
Atherigona atritergita är en tvåvingeart som beskrevs av Fan 1988. Atherigona atritergita ingår i släktet Atherigona och familjen husflugor. Inga underarter finns listade i Catalogue of Life.